# Phacelia nematostyla
Phacelia nematostyla är en strävbladig växtart som beskrevs av Robinson. Phacelia nematostyla ingår i Faceliasläktet som ingår i familjen strävbladiga växter. Inga underarter finns listade i Catalogue of Life.